# Sparen

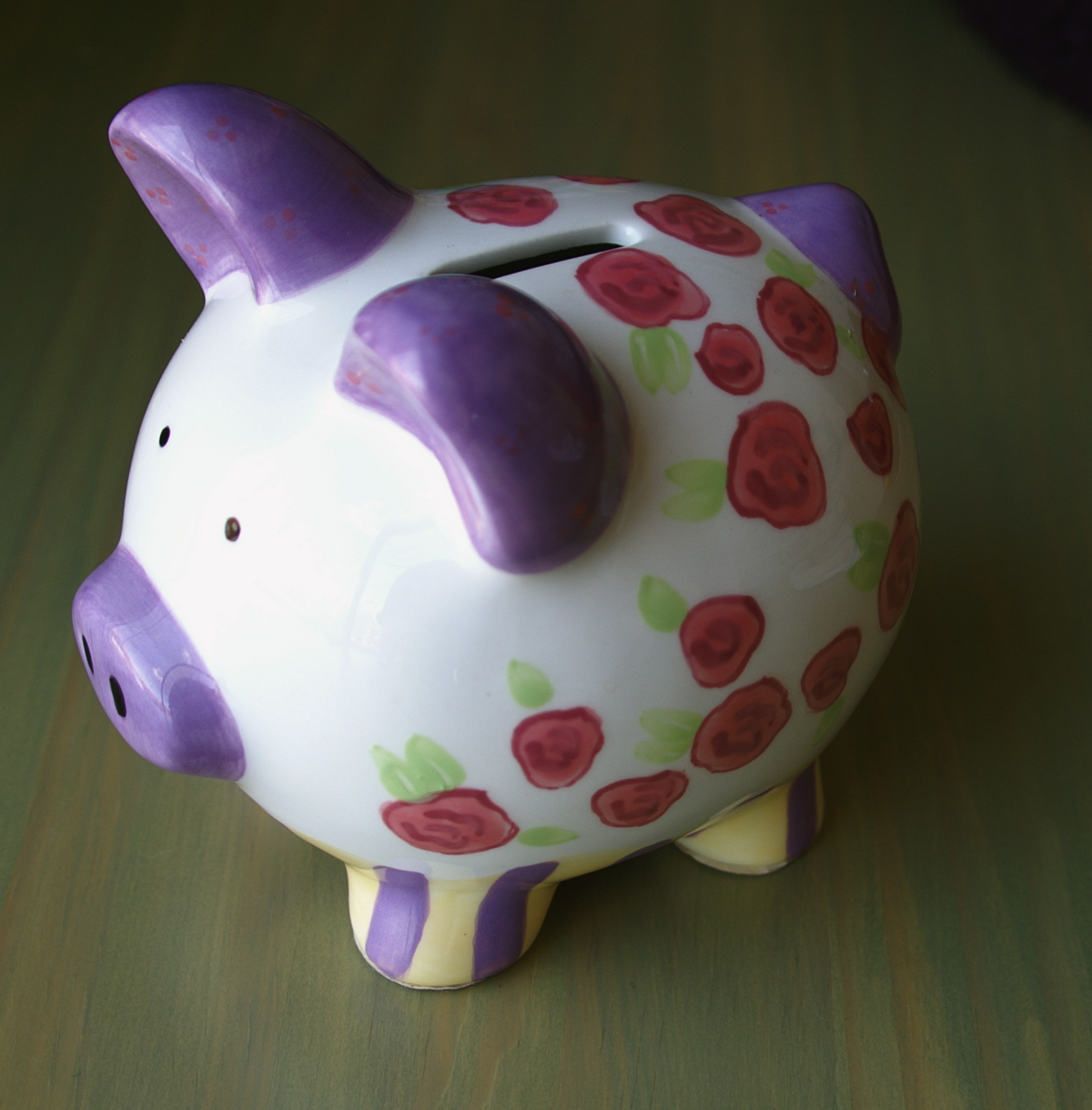
Sparen

Sparen is een manier van omgaan met bezittingen waarbij er iets apart gehouden wordt in plaats van het uit of weg te geven. De meest voorkomende vormen van sparen zijn: 
- een deel van het inkomen opzijleggen om vermogen op te bouwen.
- waardebonnen, spaarzegels, en dergelijke sparen, die men later kan inwisselen voor iets waardevols.
- voorwerpen sparen als hobby, om een verzameling aan te leggen, bijvoorbeeld postzegels verzamelen.

## Sparen van geld
Sparen in de ruime zin van het woord is het opbouwen van vermogen. Hierdoor heeft men een financiële reserve, die de mogelijkheid biedt later meer geld uit te geven dan het inkomen (ontsparen of interen). Hiermee voorkomt men dat het vermogen negatief wordt (dus zonder te hoeven lenen, of door slechts een schuld aan te gaan waar bezit tegenover staat). Voor zover men van deze mogelijkheid geen gebruik maakt kan men geld schenken of ontstaat bij overlijden een nalatenschap.
Sparen gebeurt meestal geleidelijk, het positieve verschil tussen inkomsten en uitgaven wordt apart gezet, maar in het geval van bijvoorbeeld een erfenis of een loterijprijs kan men ineens een groot bedrag sparen. Het ontsparen kan voor verwachte en onverwachte grote uitgaven en door verliezen, maar ook voor het gedurende al of niet verwachte/geplande perioden met minder inkomen meer uitgeven dan dat inkomen. Als de consumptie groter is dan de inkomsten spreekt men van ontsparen.
In de economie worden drie motieven gegeven voor het sparen. 
- Consumptiespreidingsmotief: Dit sparen komt neer op het uitstel van consumptie. De spaarder laat consumptie op dit moment na omdat hij rekening houdt met zijn toekomstige behoeften. Het wordt ook doelsparen genoemd, bijvoorbeeld voor grote uitgaven als een nieuwe auto.
- Zekerheidsmotief: De spaarder stelt zijn consumptie uit, maar de oorzaak is onzekerheid over het moment dat de consumptie gaat plaatsvinden. Het spaarsaldo wordt aangehouden voor het opvangen van eventuele calamiteiten of onverwachte uitgaven.
- Inkomensmotief: De spaarder wil met zijn spaargeld nieuw inkomen verwerven. Dit kan zijn rente op het spaarvermogen of de opbouw van een pensioenvermogen.

Men kan contant geld sparen, bijvoorbeeld in een spaarpot, maar sparen wordt meestal gedaan bij een bank, wegens de rente, en ter voorkoming van verlies door brand of inbraak.
Verschillende spaarvormen zijn:
- Spaarrekening
  - Internetsparen
  - Sparen voor een kind
- Spaardeposito
  - Groen sparen

Sparen in de ruimere zin van het woord:
- Beleggen
- Levensloopregeling
- Lijfrente
- Pensioen
- Een bedrijf opbouwen / uitbouwen waarvan men eigenaar is.
- Aflossen van een hypothecaire lening, dus sparen voor het onbezwaarde eigendom van het huis dat men al gekocht heeft en (in veel gevallen) bewoont.
- Langetermijnsparen (België)

Materieel kan het betalen van premie voor pensioen of lijfrente gezien worden als sparen, en het ontvangen van de uitkering voor een deel als interen (de totale waarde van de aanspraak neemt ook bij een levenslange uitkering af, want hoe ouder men is, hoe korter de resterende levensverwachting) en deels als verzekeringsuitkering op basis van het feit dat men in de betreffende periode niet is overleden (de genoemde afname van de totale waarde van de aanspraak is minder dan het bedrag van de uitkering; dit is de tegenhanger van het feit dat de totale waarde van de aanspraak nul wordt als men overlijdt). Fiscaal ligt dit echter anders: de premie vermindert fiscaal het inkomen, de uitkering vormt fiscaal inkomen. Dit werkt ook door naar andere inkomensafhankelijke regelingen.
Daarnaast kan men onderscheid maken naar de wijze waarop men de spaarbedragen bepaalt:
- Sparen door geld over te houden. Als de inkomsten, zoals meestal, binnenkomen op de betaalrekening hoopt het zich hier op tot men dit (met een aparte boeking of door een lopende automatische periodieke boeking) naar een andere rekening overboekt.
- Een deel van het inkomen na binnenkomst overboeken als boven, waardoor men dat niet uitgeeft.
- Een systeem waarbij men geld opzij legt naargelang men geld uitgeeft. Dit kan men zelf doen, maar sommige banken bieden daarvoor ook een speciaal systeem aan (pinsparen).

## Andere taalkundige betekenis
Het woord sparen kan ook de betekenis 'ontzien' ofwel 'niet aantasten' hebben, bijvoorbeeld in: 
- zijn krachten sparen
- iemands leven sparen
- zijn gevoelens willen sparen